# Ipolyszög
Ipolyszög ist eine ungarische Gemeinde im Kreis Balassagyarmat im Komitat Nógrád.

## Geografische Lage
Ipolyszög liegt fünf Kilometer südwestlich der Stadt Balassagyarmat, an dem Fluss Ipoly, der die Grenze zur Slowakei bildet. Ungarische Nachbargemeinden sind Dejtár und Érsekvadkert. Jenseits der slowakischen Grenze liegen die Orte Veľká Čalomija und Koláre.

## Sehenswürdigkeiten
- Evangelische Kirche, erbaut Anfang der 1990er Jahre nach Plänen von János Krähling
- Römisch-katholische Kirche Magyarok Nagyasszonya, erbaut 1949
- Szent-Anna-Park

## Verkehr
Durch Ipolyszög verläuft die Hauptstraße Nr. 22. Die Gemeinde ist angebunden an die Eisenbahnstrecke von Balassagyarmat nach Vác.

## Bilder

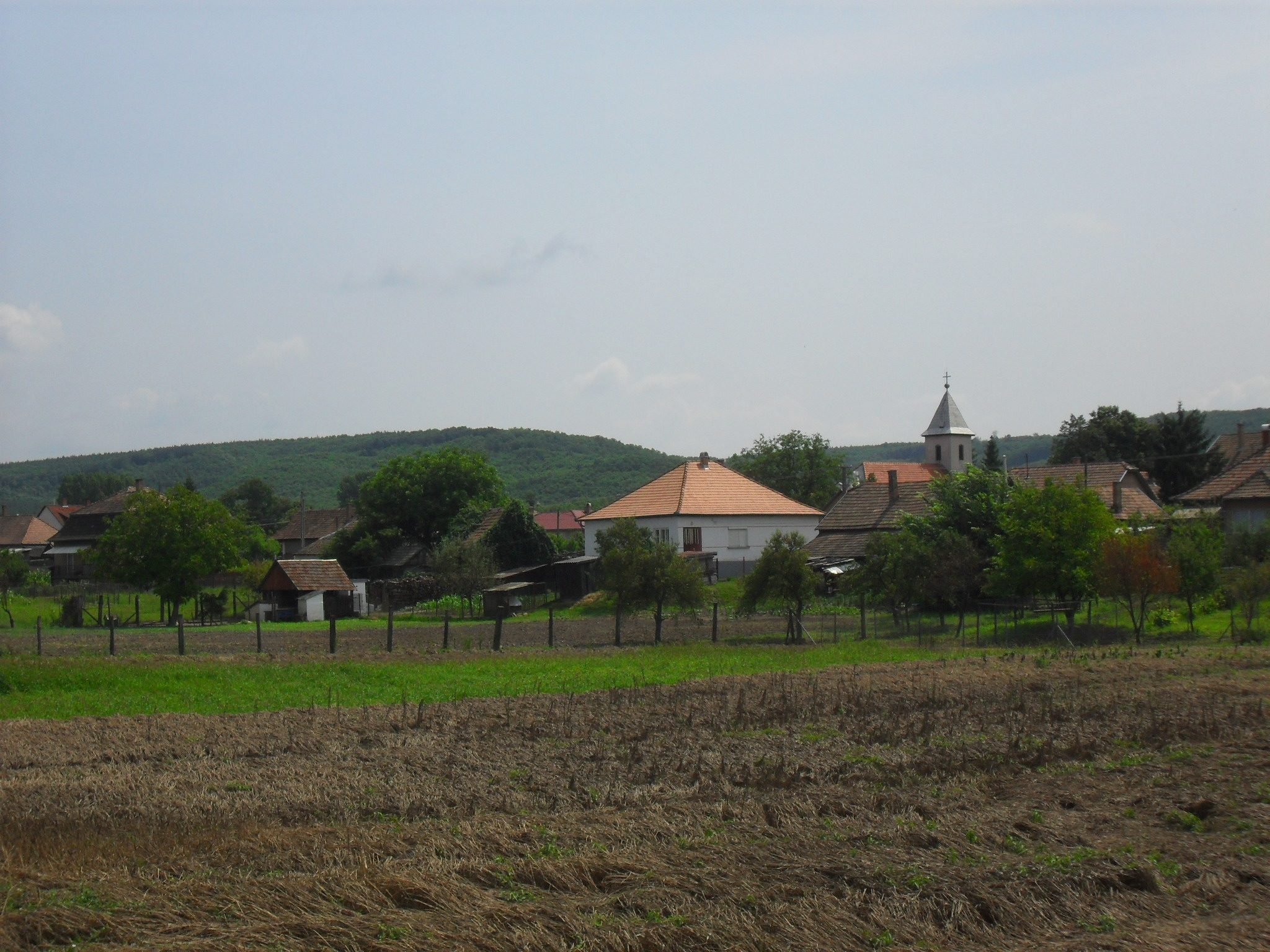
Blick auf Ipolyszög
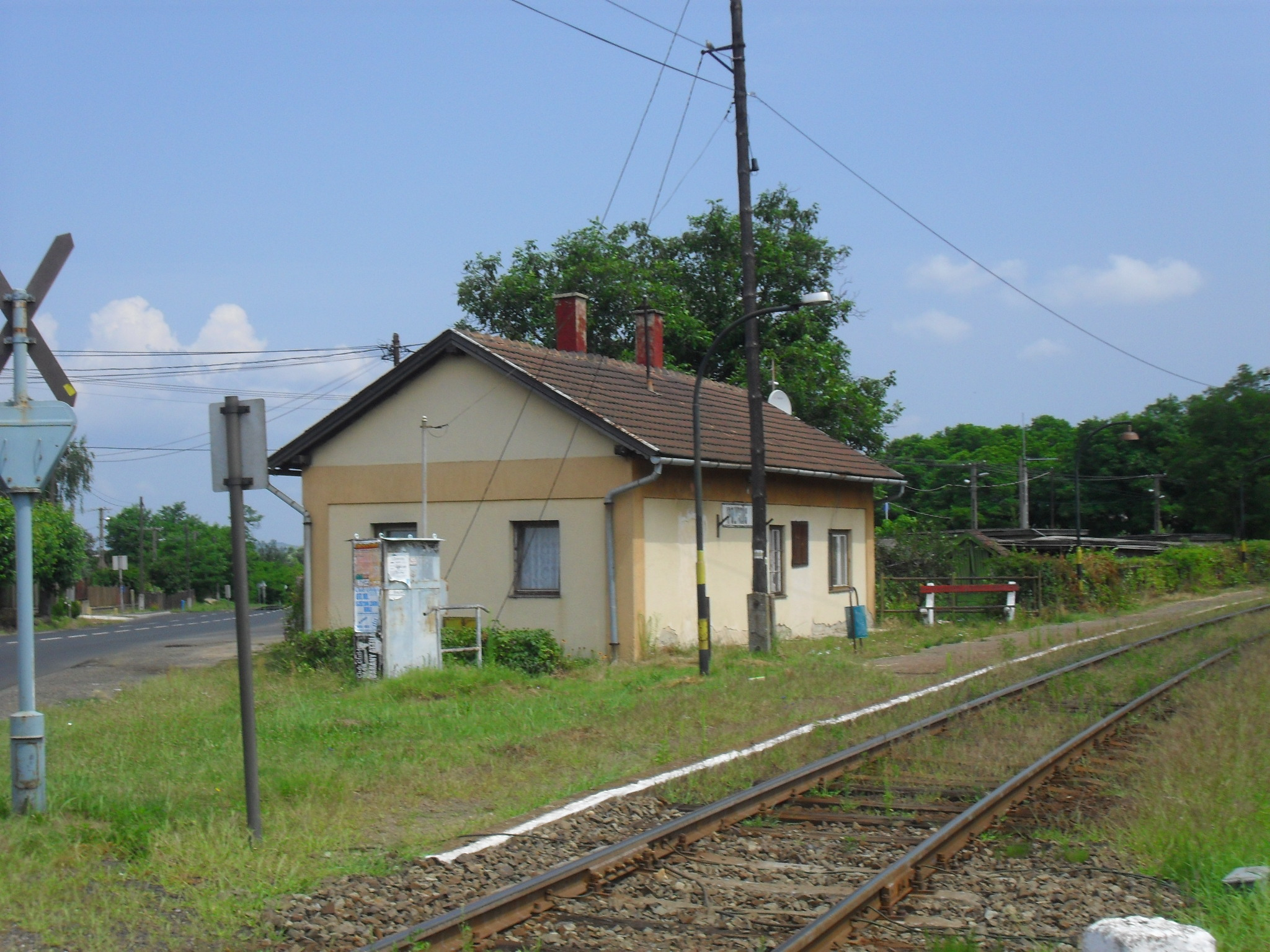
Bahnhof Ipolyszög
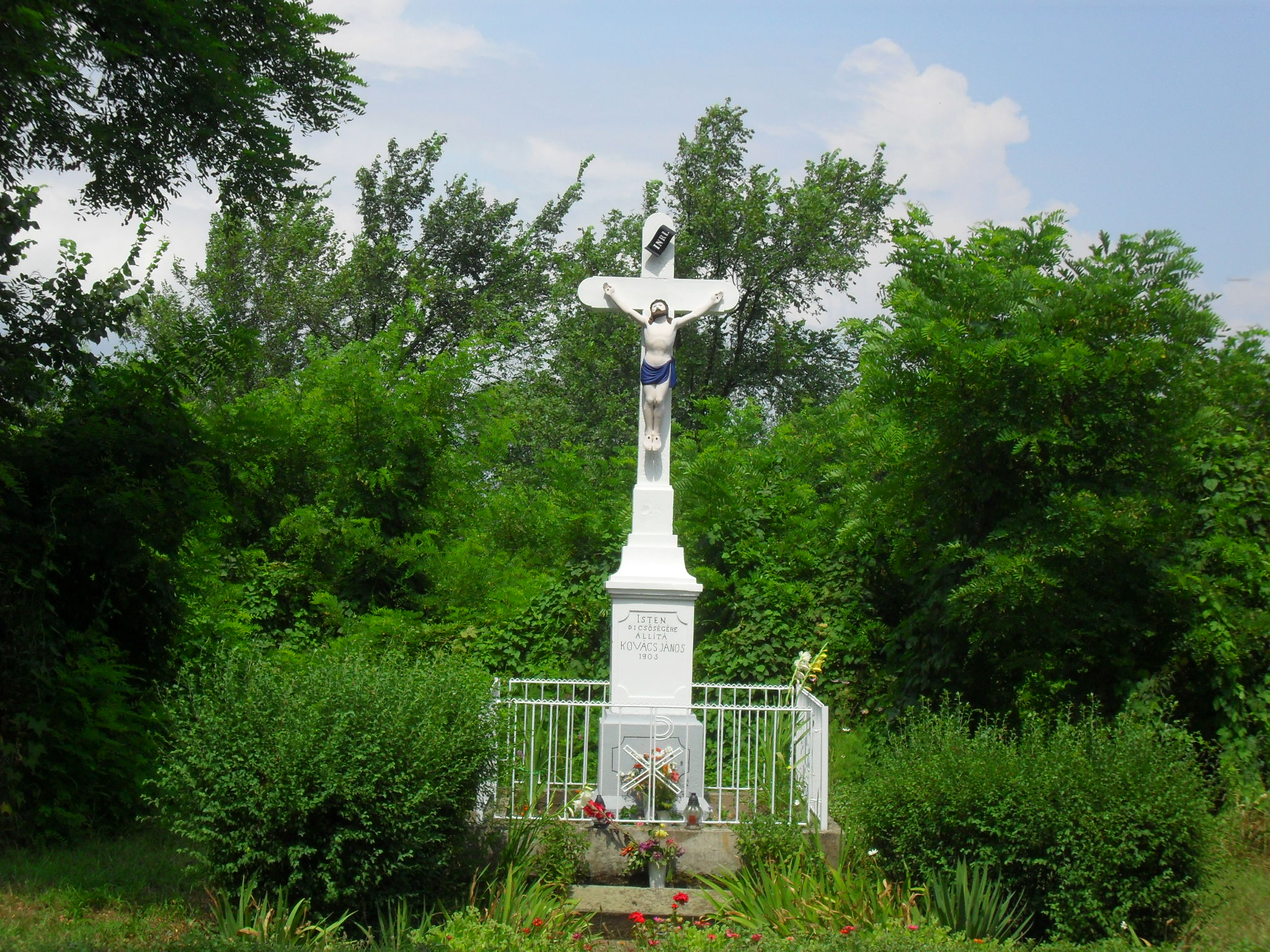
Kreuz in der Nähe des Bahnhofs